# Lee Hodson
Lee James Stephen Hodson (nascut el 2 d'octubre de 1991) és un futbolista professional nord-irlandès d'origen anglès que juga com a defensa al Rangers FC de la Scottish Premiership.
Hodson juga principalment com a lateral dret, tot i que ho ha fet de vegades com a lateral esquerra durant la seva carrera. Va debutar amb el Watford FC el maig de 2009 contra el Derby County FC, i va jugar la majoria de partits de la temporada 2009–10, cosa que li va valer signar un contracte professional per tres anys.
Tot i que ha nascut a Anglaterra, Hodson representa internacionalment Irlanda del Nord, on ha jugat en categoria Sub-19 i Sub-21, i el novembre de 2010 fou convocat per la selecció absoluta per primer cop.

## Estadístiques
A 21 juny 2016
| club                     | Temporada                | Lliga                    | Lliga   | Lliga | Copa    | Copa | Copa de la Lliga | Copa de la Lliga | Altres  | Altres | Total   | Total |
| club                     | Temporada                | Divisió                  | Partits | Gols  | Partits | Gols | Partits          | Gols             | Partits | Gols   | Partits | Gols  |
| ------------------------ | ------------------------ | ------------------------ | ------- | ----- | ------- | ---- | ---------------- | ---------------- | ------- | ------ | ------- | ----- |
| Watford FC               | 2008–09                  | English Championship     | 1       | 0     | 0       | 0    | 0                | 0                | —       | —      | 1       | 0     |
| Watford FC               | 2009–10                  | English Championship     | 31      | 0     | 1       | 0    | 2                | 0                | —       | —      | 34      | 0     |
| Watford FC               | 2010–11                  | English Championship     | 29      | 1     | 1       | 0    | 1                | 0                | —       | —      | 31      | 1     |
| Watford FC               | 2011–12                  | English Championship     | 20      | 0     | 1       | 0    | 0                | 0                | —       | —      | 21      | 0     |
| Watford FC               | 2012–13                  | English Championship     | 2       | 0     | 2       | 0    | 0                | 0                | —       | —      | 4       | 0     |
| Watford total            | Watford total            | Watford total            | 83      | 1     | 5       | 0    | 3                | 0                | —       | —      | 91      | 1     |
| Brentford FC (cedit)     | 2012–13                  | English League One       | 13      | 0     | 3       | 0    | 0                | 0                | 2       | 0      | 18      | 0     |
| Milton Keynes Dons       | 2013–14                  | English League One       | 23      | 1     | 4       | 0    | 1                | 0                | 0       | 0      | 28      | 1     |
| Milton Keynes Dons       | 2014–15                  | English League One       | 14      | 1     | 0       | 0    | 1                | 0                | 0       | 0      | 15      | 1     |
| Milton Keynes Dons       | 2015–16                  | English Championship     | 3       | 0     | 2       | 0    | 3                | 0                | —       | —      | 8       | 0     |
| Milton Keynes Dons total | Milton Keynes Dons total | Milton Keynes Dons total | 40      | 2     | 6       | 0    | 5                | 0                | 0       | 0      | 51      | 2     |
| Kilmarnock FC (cedit)    | 2015–16                  | Scottish Premiership     | 14      | 0     | 2       | 0    | 0                | 0                | 1       | 0      | 17      | 0     |
| Rangers FC               | 2016–17                  | Scottish Premiership     | 0       | 0     | 0       | 0    | 0                | 0                | —       | —      | 0       | 0     |
| Total carrera            | Total carrera            | Total carrera            | 140     | 3     | 16      | 0    | 8                | 0                | 3       | 0      | 167     | 3     |

1. ↑  Partit als play-offs de 2013 de la Football League
2. ↑  Partit als play-offs de la Scottish Premiership 2015–16